# Comité des chemins

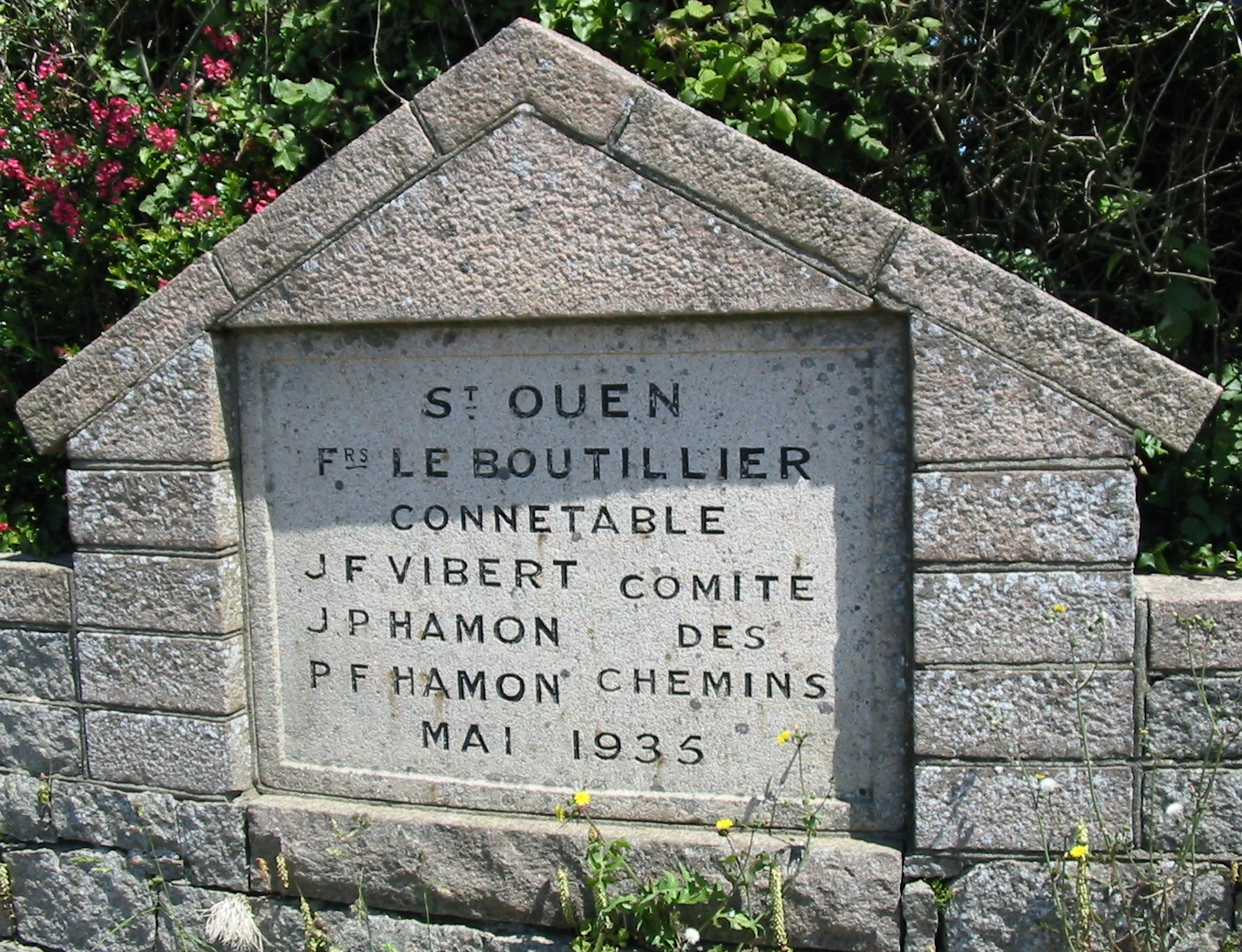
Stèle routière indiquant les noms des membres du comité des chemins de St-Ouen (1935).

Le comité des chemins (en jersiais et guernesiais : Conmité des C'mîns ; en anglais : Roads Committee) est l'autorité paroissiale ayant pouvoir sur l'ensemble de la voirie des îles Anglo-Normandes.
Le comité des chemins a vu ses compétences institutionnalisées avec la "Loi sur la voirie de 1914". 
Le Connétable (ayant les pouvoirs de maire sur sa paroisse) préside le comité des chemins. Il coordonne l'action des inspecteurs des chemins, de la police honorifique, des "voyeurs" assermentés qui observent en éclaireur les voies de communication et du sergent de justice.
Le comité des chemins supervise la réparation et l'entretien des routes et chemins de chaque paroisse. Il établit les bornages, examine les demandes d'aménagement qui relèvent de ses responsabilités, supervise la collecte des ordures, se prononce sur les amendes au cours la Visite du branchage, et propose des noms pour les nouvelles routes, après approbation par l'Assemblée paroissiale.  
À Saint-Hélier, le comité des chemins assume, en plus de ses charges officielles, une mission de contrôle de divers espaces publics, notamment les parkings. Enfin, par convention, deux Procureurs du Bien Public de Saint-Hélier assistent aux réunions du comité des chemins de Saint-Hélier mais sans le pouvoir de voter les décisions prises.